# Megachile seychellensis
Megachile seychellensis är en biart som beskrevs av Cameron 1907. Megachile seychellensis ingår i släktet tapetserarbin, och familjen buksamlarbin. Inga underarter finns listade i Catalogue of Life.